# Franci Blašković
Franci Blašković (Franko) (Pula, 1947.), hrvatski kantautor, rocker, glazbenik alternative, osnivač neformalne cabaret-rock grupe "Gori Ussi Winnetou".
Na osebujan način sudjeluje u kulturnim i političkim zbivanjima na području Istre, Hrvatske i bivše Jugoslavije. Alternativan pristup glazbi i imidžu je slijed nekoliko faza rockerskog bunta, koketiranja s političkom vlašću IDS-a, te opozicije toj istoj vlasti na "njihovu rasprodaju teritorija i kulturnog identiteta Istre". 
Odbio je nominaciju za izvođača godine u sklopu nacionalne glazbene nagrade Zlatna Koogla.
Predsjednik je Lige za boj protiv turizma. Zajedno s Budimirom Žižovićem i Nadanom Rojnićem objavio knjigu "United Fumadorssss" (1993.). Zajedno s Dragom Orlićem objavio je knjige "Daž daždi miš prdi" (1998.). i "Is-tri-janci" (2005.).

## Vanjske poveznice
- Istrapedia, Gori Ussi Winnetou, V. Milovan
- Paula Bobanović, Intervju s Francijem Blaškovićem, Nacional, 24. prosinca 2002